# Woodfin (Carolina del Norte)
Woodfin es un pueblo ubicado en el condado de Buncombe y en el estado estadounidense de Carolina del Norte. La localidad en el año 2000, tenía una población de 3.162 habitantes en una superficie de 9.4 km², con una densidad poblacional de 349.5 personas por km².

## Geografía
Woodfin se encuentra ubicado en las coordenadas 35°38′11″N 82°34′57″O / 35.63639, -82.58250. Según la Oficina del Censo, la localidad tiene un área total de 9,4 km² (3,6 mi²), de la cual 9 km² (3,5 mi²) es tierra y 0,4 km² (0,2 mi²) (3.86%) es agua.

### Localidades adyacentes
El siguiente diagrama muestra a las localidades en un radio de 20 kilómetros (12,4 mi) de Woodfin.

## Demografía
En el 2000 la renta per cápita promedia del hogar era de $27.525, y el ingreso promedio para una familia era de $30.909. El ingreso per cápita para la localidad era de $17.408. En 2000 los hombres tenían un ingreso per cápita de $22.351 contra $23.176 para las mujeres. Alrededor del 21.50% de la población estaba bajo el umbral de pobreza nacional.